# Helenentor

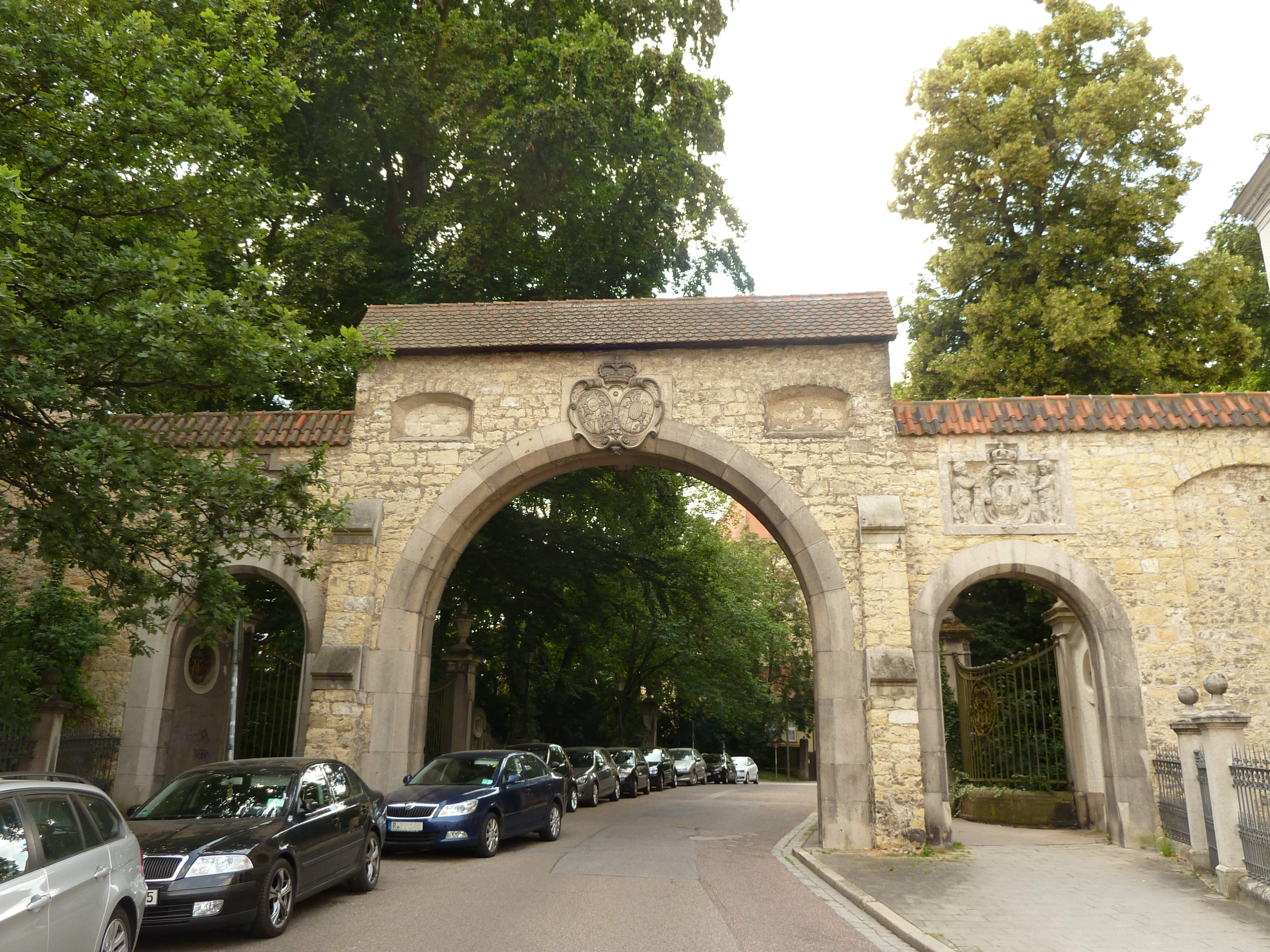
Helenentor
Ansicht von Osten

Das Helenentor ist ein als triumphbogenartiges Durchgangstor gestaltetes Kunstwerk, das in Regensburg 1906–1908 vom fürstlich Thurn und Taxischen Bauinspektor Max Schultze errichtet wurde, um eine damals verkehrstechnisch erforderliche neue Straßenverbindung zwischen zwei Straßen in der südwestlichen Altstadt von Regensburg zu schaffen. Dafür war eine neue Brücke über den dort verlaufenden ehemaligen Stadtgraben erforderlich, die in das dort erhalten gebliebene historische Ensemble von Bauwerken der ehemaligen  Stadtbefestigungsanlagen passend eingebunden werden musste.

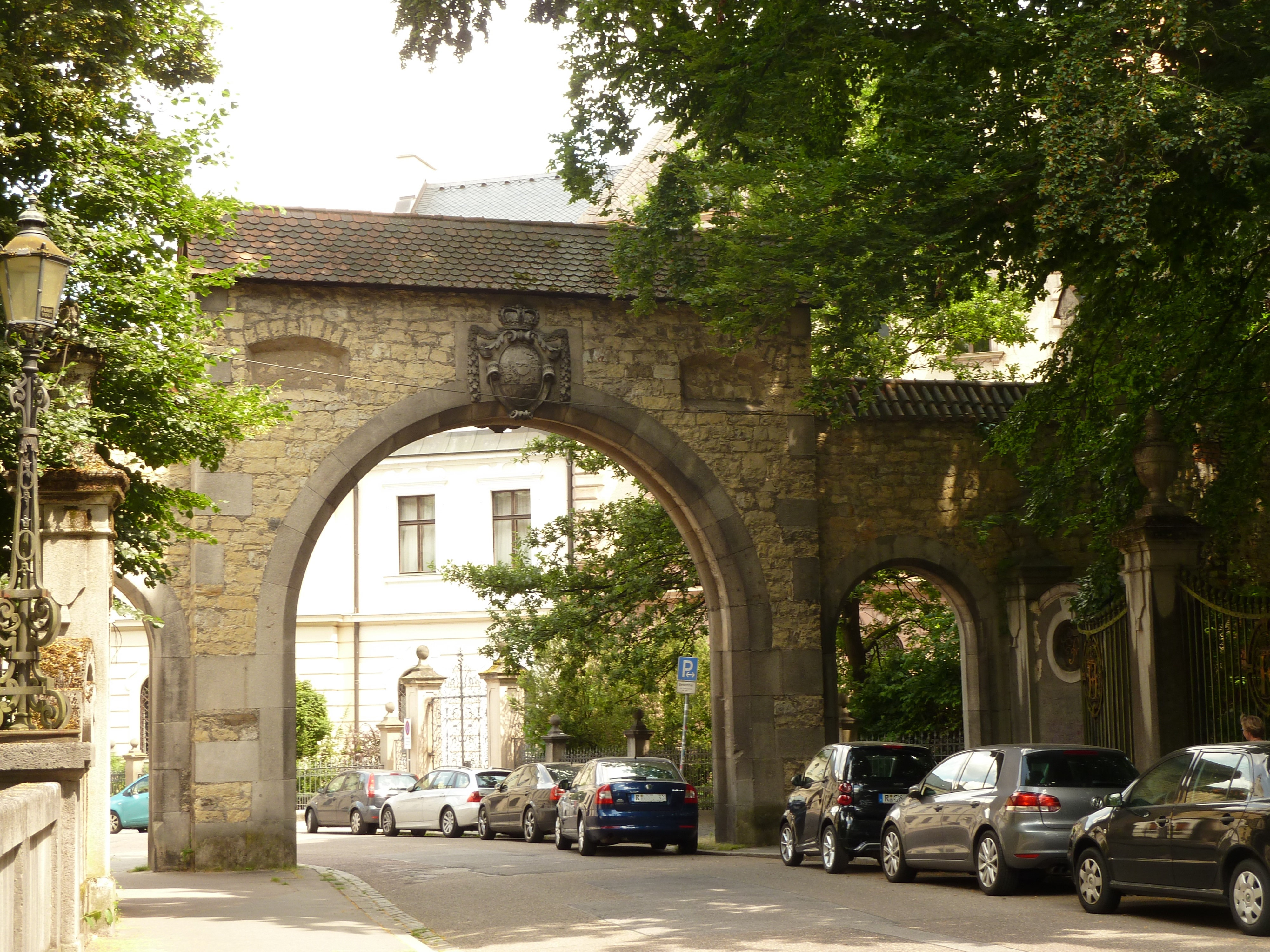
Helenentor
Ansicht von Westen

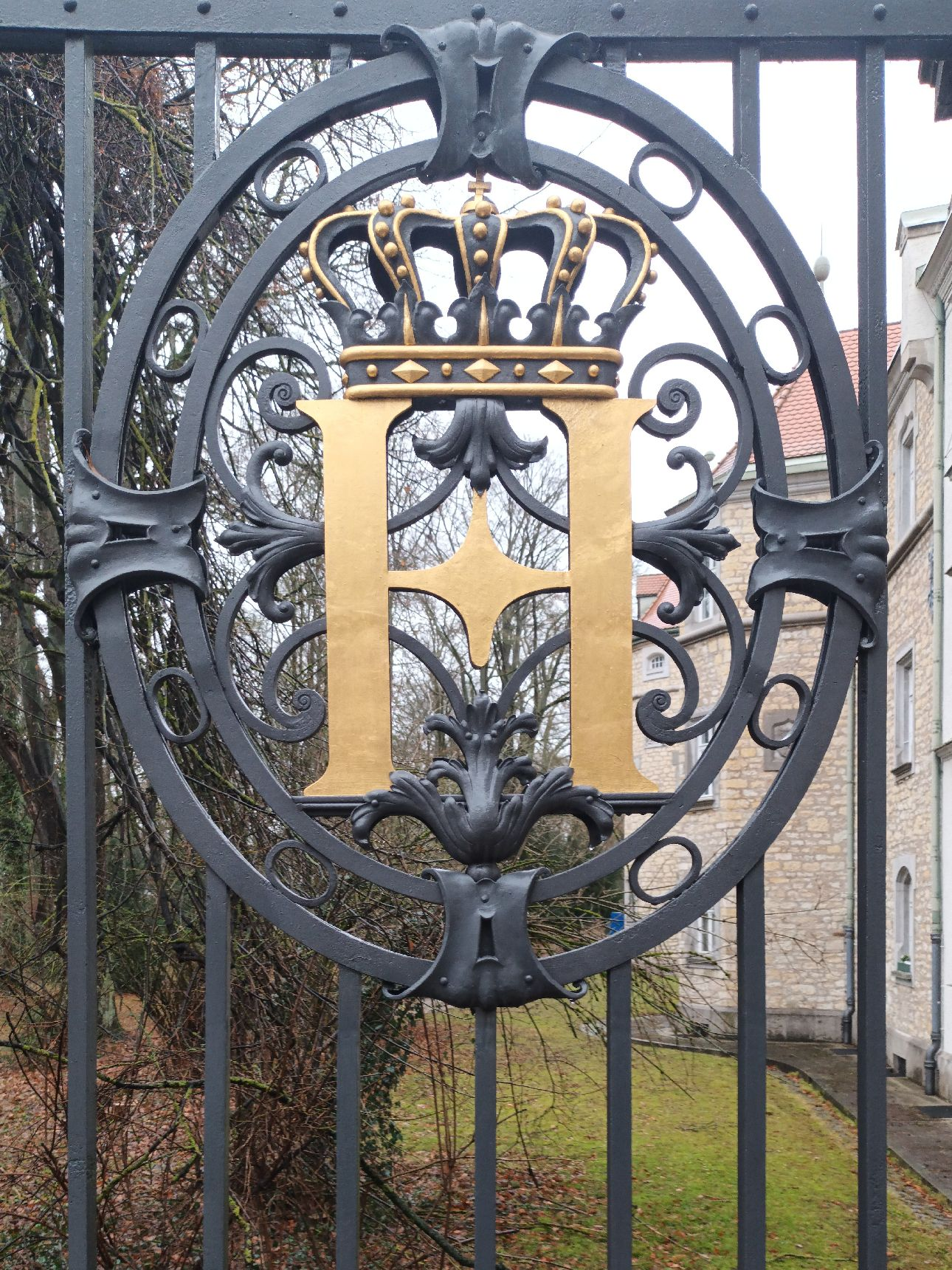
Ein Monogramm „Helene“ im Bereich des Helenentors nach Restaurierung 2019 (2024)

## Lage
Das Helenentor befindet sich im Südwesten der Altstadt am südlichen Ende der Waffnergasse, wo heute die nach Westen verlaufende  Helenenstraße beginnt, die damals noch nicht existierte, aber bereits geplant war, um den Kutschen und den neuen Motorfahrzeugen der Fürstenfamilie Thurn und Taxis eine einfache Zufahrt zum städtischen Straßennetz zu ermöglichen.
Das Helenentor liegt westlich von Schloss St. Emmeram und ist dem mittelalterlichen Emmeramer Tor der ehemaligen Stadtbefestigungsanlagen unmittelbar westlich benachbart. Nach dem Passieren der dem Tor vorgelagerten Helenenbrücke über den ehemaligen Stadtgraben kreuzt der Fußgängerweg der Fürst-Anselm-Allee die Helenenstraße. In westlicher Richtung bietet das Helenentor den Zugang oder Zufahrt zur nördlich gelegenen Altstadt oder  oder zu den südlichen Vororten von Regensburg.

## Gestaltung
Die drei Durchgänge des Helenentores sind jeweils mit weitgespannten Rundbögen versehen. Auf der Außenseite ist das Wappen der Fürsten von Thurn und Taxis abgebildet. Das Wappen auf der Innenseite des Torbogens repräsentiert ein Allianzwappen zwischen Thurn und Taxis und der bayerischen Königslinie der Wittelsbacher.
Das Helenentor findet in der Kunstfachwelt eine große Beachtung. Der deutsche Kunsthistoriker Albert Erich Brinckmann würdigte die Architektur und Lage des Tores, das neben dem mittelalterlichen Emmeramer Tor steht, in seinem Werk von 1911:

„Vorbildlich erscheint die Lösung beim Emmeramstor am Ende der Waffnergasse von Regensburg. Die Straße ist vor dem alten Tor nach rechts abgebogen und hat im Zuge der alten Mauer einen neuen, triumphbogenartigen Torbau erhalten. Das alte Tor eerscheint als ehemaliger Stadtausgang aufgegeben und ruht in seinem gewohnten Habit aus wie ein alter Invalide. Das Neue Tor stellt sich entschlossen dar als neu , ist ohne  fatalen Beigeschmack von ängstlicher Anpassung oder Imitation, der  konservierten Baulichkeiten leicht anhaften kann.“

## Geschichte
Nach der Erlaubnis zum Abriss der Stadtbefestigungsanlagen im Jahr 1863 plante die Stadt Regensburg eine Verkehrsanbindung zwischen der nicht mehr von Mauern umgebenen Altstadt und den nun leichter zugänglichen Entwicklungsgebieten im südwestlichen Vorstadtbereich. Das sich seit 1874 im  thurn und taxischen Privatbesitz befindliche Emmeramer Tor war als bloßer Fußgängerweg zwischen diesen Gebieten nicht mehr ausreichend. Der Oberbaurat am fürstlichen Hof Max Schultze wurde beauftragt, einen neuen Verkehrsweg zu planen und das mittelalterliche Emmeramer Tor vor dem Abbruch zu bewahren. Gleichzeitig befasste sich auch der Architekt Heinrich Hauberrisser mit dem Entwurf einer großen Toranlage neben dem Emmeramer Tor, jedoch wurden seine Vorstellungen von einem neuen Tor als überdimensioniert verworfen. Hingegen plante Max Schultze 1907 einen neuen Stadtausgang neben dem alten Emmeramer Tor unter weitgehendem Erhalt der seitlichen Teile der Stadtmauer. Das von ihm entworfene neue Tor hatte drei Rundbogenöffnungen, die beiden kleineren äußeren für Fußgänger und die mittlere für eine Verkehrsstraße. Vorstellungen vom Aussehen eines herkömmlichen Stadttores wurde als nicht mehr zeitgemäß betrachtet. Dagegen galt es, ästhetische Übereinstimmungen zwischen dem fürstlichen Schloss St. Emmeram und den damals ebenfalls neu gebauten thurn und taxischen Gebäuden Hofmarschallamt und  Marstall zu wahren. Das Helenentor, die Helenenbrücke und die Helenenstraße sind der Erbprinzenwitwe Helene von Thurn und Taxis (1834–1890), gen. Néné, der älteren Schwester von Elisabeth von Österreich-Ungarn, gewidmet und nach ihr benannt.
Die zur Anbindung der Verkehrsstraße an den neuen Stadtteil benötigt Brücke über den ehemaligen Stadtgraben wurde unter finanzieller Beteiligung der Stadt ebenfalls von Max Schultze entworfen. Das Besondere an dieser Brücke ist, dass es sich bei ihr um eine der ersten Eisenbetonkonstruktionen in Regensburg handelt. Der fürstliche Hof und sein Oberbaurat Schultze wollten den architektonischen anspruchsvollen Raum beim Schloss ebenfalls gestalten und übernahmen die Kosten der Ornamentik und des Unterhalts der Verzierungen an den Pfeilern, Voluten und Ziergeländern. Das Ziel des Architekten Schultze war, dass die Brücke in Verbindung mit dem Helenentor einen ästhetischen Einklang mit der ehemaligen Stadtbefestigung bewahren sollte.